# Colombia ved sommer-OL 2016
Colombia deltog under Sommer-OL 2016 i Rio de Janeiro som blev arrangeret i perioden 5. august til 21. august 2016.

## Medaljer
| 2016 Rio de Janeiro | Guld | Sølv | Bronze | Total |
| Colombia            | 3    | 2    | 3      | 8     |

### Medaljevinderne
| Colombia under sommer-OL 2016 i Rio de Janeiro | Colombia under sommer-OL 2016 i Rio de Janeiro | Colombia under sommer-OL 2016 i Rio de Janeiro | Colombia under sommer-OL 2016 i Rio de Janeiro | Colombia under sommer-OL 2016 i Rio de Janeiro |
| Medalje                                        | Navn                                           | Sport                                          | Event                                          | Dato                                           |
| ---------------------------------------------- | ---------------------------------------------- | ---------------------------------------------- | ---------------------------------------------- | ---------------------------------------------- |
| Guld                                           | Óscar Figueroa                                 | Vægtløftning                                   | 62 kg, herrer                                  | 8. august                                      |
| Guld                                           | Caterine Ibargüen                              | Atletik                                        | Kvindernes trespring                           | 14. august                                     |
| Guld                                           | Mariana Pajón                                  | Cykling                                        | Kvindernes BMX                                 | 19. august                                     |
| Sølv                                           | Yuri Alvear                                    | Judo                                           | Kvindernes 70 kg                               | 10. august                                     |
| Sølv                                           | Yuberjen Martínez                              | Boksning                                       | Letfluevægt                                    | 14. august                                     |
| Bronze                                         | Luis Javier Mosquera                           | Vægtløftning                                   | 69 kg, herrer                                  | 9. august                                      |
| Bronze                                         | Ingrit Valencia                                | Boksning                                       | Fluevægt                                       | 18. august                                     |
| Bronze                                         | Carlos Ramirez                                 | Cykling                                        | Herrerenes BMX                                 | 19. august                                     |

## Svømning

### Resultater
| Dato      | Disciplin   | H/D    | Udøver        | Indledende heat | Indledende heat | Semifinale | Semifinale | Finale              | Finale              |
| Dato      | Disciplin   | H/D    | Udøver        | Tid             | Placering       | Tid        | Placering  | Tid                 | Placering           |
| --------- | ----------- | ------ | ------------- | --------------- | --------------- | ---------- | ---------- | ------------------- | ------------------- |
| 6. august | 100 m bryst | Herrer | Jorge Murillo | 59,93           | 14 Q            | 1:00,81    | 16         | ude af konkurrencen | ude af konkurrencen |